# 菲斯希貝克修道院
菲斯希貝克修道院（德語：Stift Fischbeck）是位於德國下薩克森州的一座修道院建築。菲斯希貝克修道院成立於955年。

## 外部連結

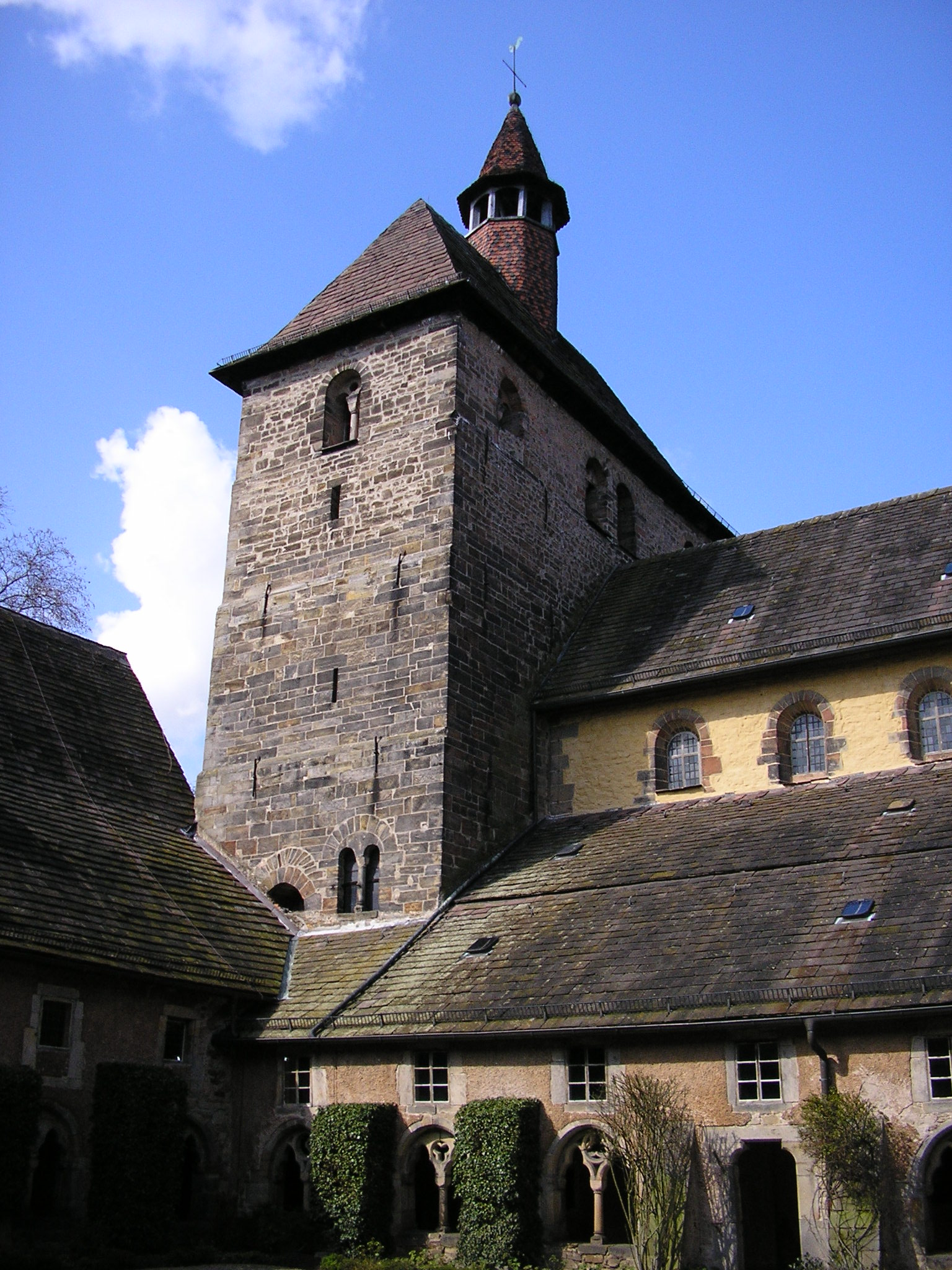

- Stift Fischbeck official website （页面存档备份，存于） （德文）

52°08′31″N 9°17′50″E / 52.14194°N 9.29722°E